# KIT-gebouw

Openingsceremonie van het Koloniaal Instituut in de lichthal van het huidige Wereldmuseum Amsterdam in aanwezigheid van koningin Wilhelmina in 1926

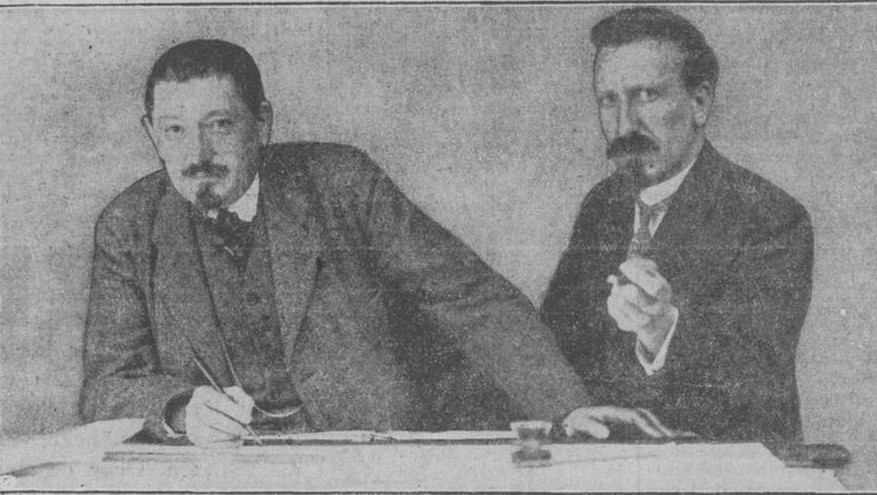
De architecten M. A. en J. van Nieukerken

Het KIT-gebouw is een gebouwencomplex in Amsterdam-Oost, van 1915 tot 1926 gebouwd voor de huisvesting van het Koloniaal Instituut en museum.
De architect Johannes van Nieukerken heeft het gebouw ontworpen. Na zijn dood in 1913 werd het vervolgens voltooid door zijn zoons Johan en Marie Adrianus van Nieukerken. Het werd gefinancierd door bijdragen van onder meer de Bataafse Petroleum Maatschappij (Shell), de Overzeese Gas- en Elektriciteitsmaatschappij N.V., de Handelsvereniging Amsterdam (HVA), en het departement van Koloniën.
Het gebouw is rijkelijk versierd met beeldhouwwerken van met name Louis Vreugde. Daarnaast zijn er werken aangebracht van August Alexander, Jan Bronner, Toon Dupuis, Jaap Kaas, W.O.J. Nieuwenkamp, Hendrik Paulides, N.J. van Ravensteijn, Willem Retera en J.C. van der Ven. De beelden werden gecoördineerd door de Commissie voor de symboliek en hebben allen betrekking de Nederlandse koloniale geschiedenis en handel. Zo staat over 40 meter lengte het het verhaal afgebeeld van de eerste scheepvaart naar Indië door Cornelis de Houtman.

## Indeling
Het complex bestaat uit een instituutsgebouw en een museumgebouw. Het gebouw staat op het terrein van de voormalige Oosterbegraafplaats uit 1866. In 2003 werd het gebouw aangewezen als rijksmonument.

### Instituutsgebouw
Het instituutsgebouw heeft een grote entreehal van zeldzaam marmer vanwaar toegangen zijn naar een grote en een kleine aula en verschillende cursusruimten, bestuurskamers en bibliotheek. Het instituutsgebouw is verbonden aan het museumgebouw door een kwartrond gebouw.

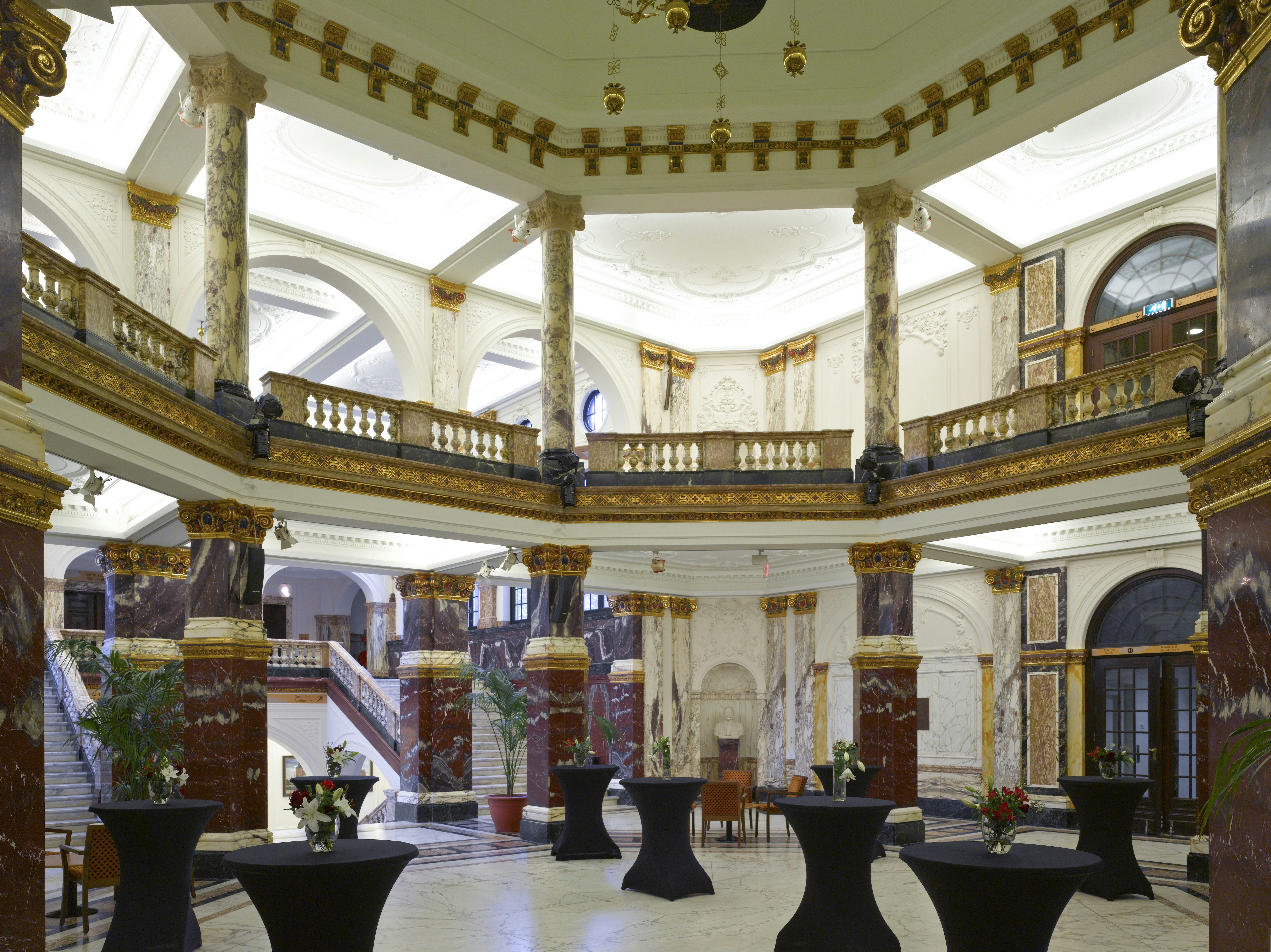
Voorhal
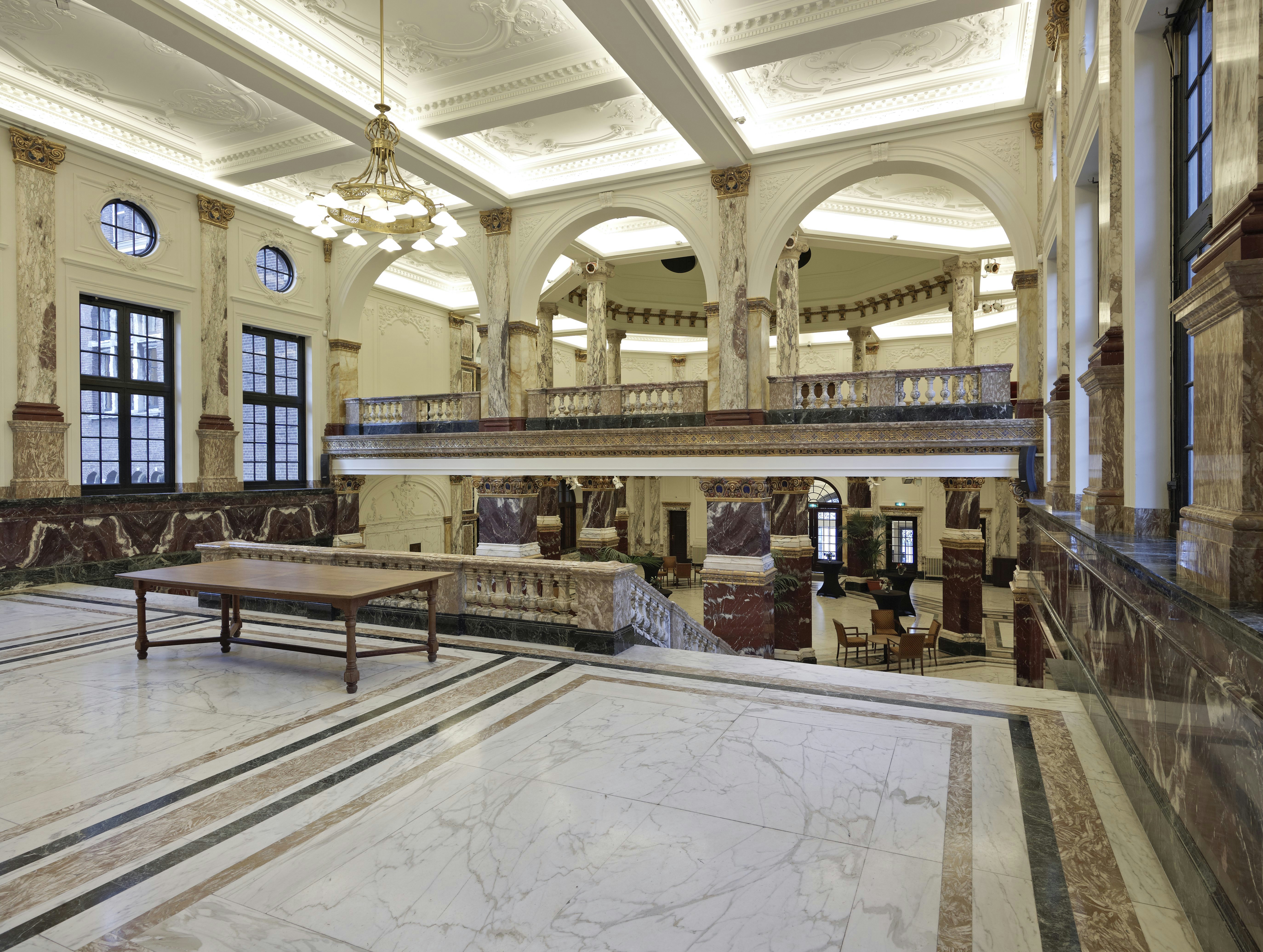
Trappen
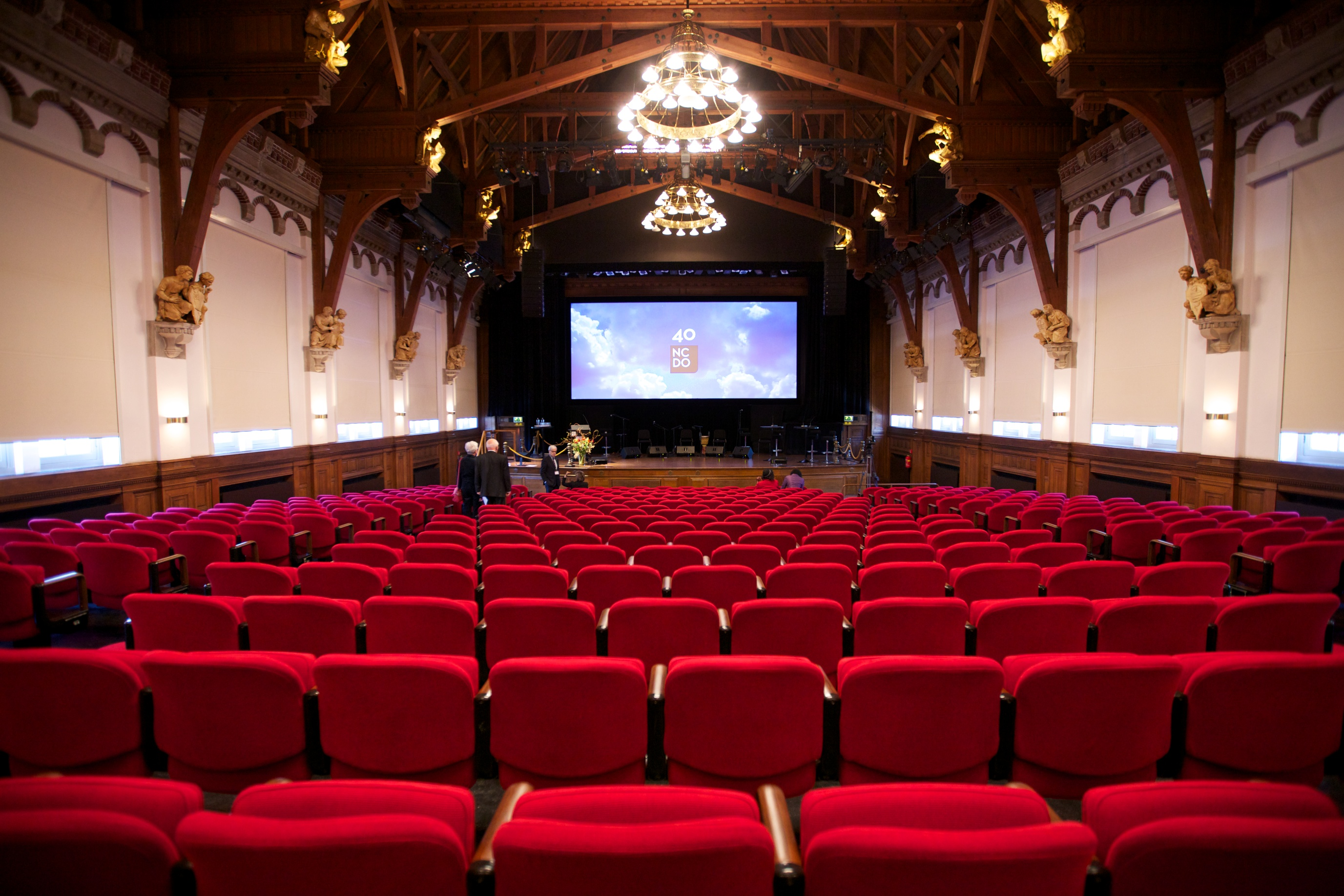
Grote aula
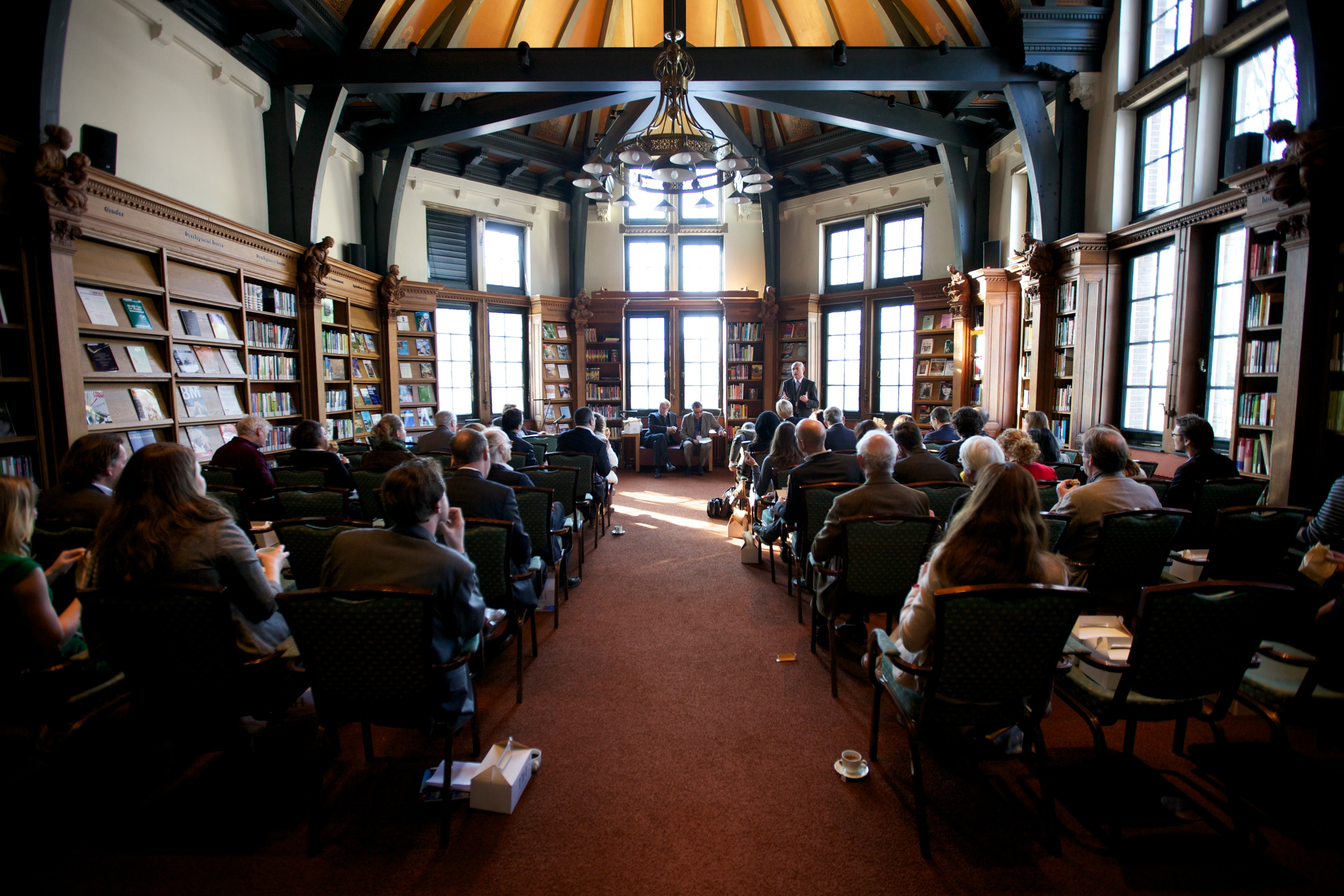
Leeszaal

### Museumgebouw
Het museumgebouw bestaat uit een grote lichthal met daaromheenliggende galerijen. De lichthal werd lange tijd gebruikt met een verhoogde vloer als ruimte voor tijdelijke tentoonstellingen maar is na een verbouwing in 2015 weer een open ruimte.